# 송익필
송익필(宋翼弼, 1534년 2월 10일~1599년 8월 8일)은 조선 시대 중기의 서얼의 후손 출신의 유교 유학자 겸 철학자, 정치인이다. 자(字)는 운장(雲長), 호(號)는 구봉(龜峯·龜峰)·현승(玄繩), 본관은 여산(礪山)이다. 시호는 문경(文敬)이다.

## 주요 이력
이황 등의 영향을 받았으며, 이수광 등에게 영향을 준 그는, 척분상으로 짚어보면 안당의 진외종손으로, 아버지는 서얼 출신 문신 송사련이며, 진외증조모는 안당 가문의 노비였다. 그는 서인 예학의 태두인 김장생과 김집, 김반 부자 및 계해년(1623년)의 인조 반정의 공신 김유 등을 문하에서 길러냈다.
서얼 출신으로, 그의 가문은 출생 문제에 대한 시비 및 아버지 송사련이 안당 일족과 사림 인사들을 역모로 몬 것에 관하여 세간의 비난을 받았다. 관직을 단념하고 고향에서 학문 연구와 후학 교육에 일생을 바쳤다. 그는 율곡 이이와 우계 성혼, 송강 정철 등의 절친한 벗이었으며, 서인의 이론가이자 예학, 성리학, 경학에 능하였다.
후일 안당의 증손부가 소송을 제기하여 환천의 위기에 처했으나, 제자 김장생의 숙부인 김은휘가 그의 일족을 배려하여 10년간 먹여 살렸다고 한다. 1591년(선조 24년) 평안도 희천(熙川)으로 유배되었다가 1593년 9월에 석방되었다.
사후 사헌부지평에 추증되었다가 1910년(융희 4년) 때 다시 홍문관제학에 추증되었다.

## 생애

### 생애 초반

#### 출생과 가계
송익필은 1534년 2월 10일 아버지 송사련과 어머니 연일 정씨(延日 鄭氏) 부인의 4남 1녀 중 3남으로 한성부에서 태어났다. 장남이 인필(仁弼), 차남이 부필(富弼)이고 셋째가 송익필이며 넷째는 운곡거사(雲谷居士) 송한필이다.
그의 선조는 고려 때 상장군을 지낸 정렬공(貞烈公) 송송례(宋松禮)이다. 고려 원종조에 상장군을 지낸 인물로 무신정권 말에 국왕 원종의 편에 서서 무신정권 인사들을 타도하고 국권을 왕에게 환원시키는데 노력하였다. 그후 송염은 낭산부원군이었고 송운은 개성원윤을 역임했고 송선은 여량군을 역임했다. 그는 송송례와 송운의 후손이었으나 그 뒤 그의 가문은 점차 몰락하여 평민 신분으로 떨어졌다. 증조부는 송자근쇠 이고 할아버지는 갑사(甲士) 출신으로 직장(直長)을 지낸 송린(宋麟, 또는 宋璘)이다.
아버지 송사련은 정승 안당의 아버지 안돈후가 비첩(婢妾) 중금(重今)에게서 얻은 얼녀 감정(甘丁)과 평민 출신 갑사 송린의 아들이었다. 진외증조모 중금의 신분이 본래 노비였기에 신분제에 따라 얼녀 감정은 안당 가문의 노비라 할 수 있다. 이후 감정이 평민 송린과 혼인하여 송사련을 낳았는데 송사련의 신분 또한 어머니와 마찬가지로 안당 가문의 재산에 속하나 송사련은 안당의 도움으로 천한 신분을 면하고 관직에 올라 잡직인 관상감판관(觀象監判官)을 지냈다.
이후, 기묘사화가 일어나 사림파가 숙청되었으며 조광조를 따르던 안당 일족도 위기에 처하자, 안당의 아들인 안처겸·안처근 형제는 기묘사화를 일으킨 남곤, 심정 등이 자신들마저도 가만두지 않을 것이라는 생각을 가지고 주위에 불평을 하고 다니며 이들을 제거할 계획을 세웠다. 송사련은 이들의 대화 내용을 엿듣고 역모죄로 고발하였으며 안당의 부인의 부음을 듣고 찾아온 문상객과 장례를 도운 일꾼들을 거사 참여 세력으로 꾸며 고변하였다. 그의 고변으로 안당과 세 아들은 사형당하고 안당의 집안은 멸문되고 재산과 노비는 송사련이 차지하게 되었으며, 그 공으로 벼슬도 당상관인 절충장군과 통정(通政)을 거쳐, 첨지까지 오르게 되었다.

#### 소년기와 청년기
신분과 도리를 중시하는 유생들은 송사련에게 등을 돌리며 심히 비난하였다. 송사련은 80세로 죽을 때까지 양반으로 부귀를 누렸지만 선비들은 이를 무시하였고, 사림파가 명종말엽에 집권하게 되면서 그 화(禍)는 송익필 형제들에게 대물림된다.
아버지 사련이 안처겸·안처근 형제가 남곤, 심정, 김전 등을 제거하려는 모의를 폭로, 고변한 공로로 공신에 책봉되고 양반이 되었기에 그의 형제들은 유복한 환경에서 교육받았다. 어려서부터 기억력이 좋았던 그는 나이 7～8세에 붓을 잡되 그 조어(造語)가 사람을 놀라게 했다. 아버지 송사련은 생모가 노비 출신이고, 자신은 서얼 신분이었으므로 아들들의 장래에 누가 될까봐 걱정하였다. 스승이 없이 독학으로 성리학을 수학하였으며, 차차 자라면서 문장력(文章力)이 늘고 학문 연구를 게을리하지 않았다.
아버지 송사련의 후광으로 인해, 유생들을 비롯한 다양한 이들과 서로 교류하기 시작했다.

### 청년기

#### 연좌제와 관직 단념
20대에 이미 문장력을 인정받아 문장가로 지목되기도 하였다. 율곡 이이, 우계 성혼 등을 만나 친분을 쌓았고 이들은 신분을 초월해 그를 친구로 예우하였다. 이산해, 최경창, 윤탁연, 정철, 조헌, 윤두수, 윤근수, 하응림 등도 그의 명성을 듣고 그를 찾아와 친구가 되었다. 토정 이지함 등도 그를 찾아보고는 그의 재능을 칭찬하여 구봉같은 이를 스승으로 삼으면 성현에 가까울 것이라고 높이면서 친히 시를 써주기도 하였다.
이때 홍경신은 형 홍가신이 신분이 낮은 송익필과 만나는 것을 불쾌하게 여겨 송익필에게 봉변을 주겠다고 벼르던 중 찾아온 송익필을 문간에 나가 보고는 그 자리에 엎드려 절을 하고 만다. 홍경신은 내가 절한 것이 아니라 저절로 무릎이 끓어졌다고 하였다.
1558년(명종 13년) 25세 때 아우 송학필과 같이 초시(初試)에 합격하였다. 이후 그의 초시 답안지가 세간에 알려지자 사관(史官) 이해수(李海壽)등은 상소를 올려 "송사련은 예의를 저버린 죄인이니 그 상직(賞職)을 없애야 한다"며 "그 자식들은 역시 얼손(孼孫)들이니 법(法)을 어기고 과거에 나아감은 부당하다."고 규탄, 과거의 고시관이던 동료들과 의논하여 그의 대과 응시를 정지시키고 초시 합격 자격을 박탈하여 벼슬길을 막아버렸다. 이때 이산해 등이 그의 재주를 아깝게 여겨 그의 금고를 풀어주려고 상소를 올리고 백방으로 나섰으나 실패하였다. 아버지의 무고행위에 대한 비난과 출생신분의 문제 때문에 세간의 비난을 받았고, 결국 이후 벼슬에 진출하기를 단념하고 경기도 교하군 심학산으로 낙향하여 학문 연구와 제자 교육에 전념하였다.
명종말엽 사림파가 집권하면서 안당의 억울함을 풀어주자는 조정의 공론이 조성되었다. 1566년(명종 21) 안당이 아무 잘못이 없음이 밝혀져 신원(伸寃), 복권되고 그 직첩이 환급되었으며, 안처근 형제의 거사를 폭로하고 무고까지 씌운 송사련에 대한 비난여론이 조성되었다. 사관 이해수는 서손의 과거 응시는 부당하다며 다시 들고 일어났다. 이후 그는 학문을 후진을 가르치는데 쏟을 것을 다짐하고 경기도 고양군으로 물러나 고양 구봉산(龜峰山) 아래 은거하여 학문에 몰두하면서 후진양성에 힘쓴다. 그의 호인 구봉은 이 산의 이름을 딴 것이다.
이때 김장생, 강찬, 서소, 강찬, 심종직, 유순익 등의 문인들이 그를 찾았고, 이후에도 김단, 김집, 정엽, 김반, 정홍명 등도 그의 문하를 찾았다.

#### 학문 연구
1560년(명종 15년) 황강 김계휘가 자신의 아들 김장생을 보내 그의 문하에서 학문을 배우게 했다. 그는 27세를 전후한 시기부터 교육자의 길을 걷게 된다. 그가 후학을 양성하던 곳은 경기도 교하에 있는 심학산의 구봉 아래였다. 교하 심학산에 서당을 짓고 이후 유생들과 문인들에게 글과 학문을 가르쳤다.
이이·성혼 등과 사귀어 성리학을 논하여 통하였고 예학에도 뛰어났으며 특히 문장에 능해 이산해, 최경창, 백광훈 등과 함께 8문장가의 한 사람으로 시와 글씨에도 탁월하였다. 김장생·정엽 등 많은 제자를 배출하였으며, 특히 김장생은 스승의 예학을 계승하여 조선 예학의 대가가 되었다. 특히 예학에 밝아 김장생에게 큰 영향을 주었으며, 이는 후대의 송시열, 윤선거, 송준길 등에게로 학문이 계승되었다. 또한 정치적 감각이 뛰어나 서인 세력의 막후실력자가 되기도 하였다.
송익필에게 배운 제자 중에서 유명한 이가 김장생으로, 친구인 이이의 수제자이기도 했다. 송익필은 미리 자세히 설명하지 않고 제자가 스스로 노력해서 터득하게 지도했기 때문에 김장생은 먼저 스스로 수없이 배우고, 읽고 생각하여 깨달은 바가 있은 뒤에야 의문 나는 바를 물어 보았다고 한다. 그가 교하에서 서당을 열고 후학을 양성하는 동안 인근에 살던 이이와 성혼과의 교유가 깊어 이들과 만나서 토론하거나 서신을 주고받으며 철학의 이치와 세상사는 도리를 서로 탐구하였는데, 대개 이이와 성혼의 질문에 송익필이 답하는 식이었다. 이들의 우정은 서로가 죽을 때까지 계속되었다.

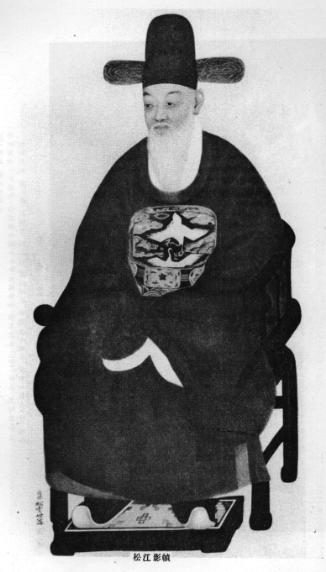
친구의 한사람인 정철

이이와 성혼의 제자이자 비슷한 연배였던 조헌 역시 그의 인품을 흠모하여 친구로 지내게 되었고, 정철, 윤두수, 윤근수 역시 그와 절친한 친구로 지내게 된다.

### 정치 활동

#### 안당 일가와의 갈등
1575년(선조 8) 그의 나이 42세 때 아버지 송사련이 사망하였고 그 해에 신사무옥이 송사련이 안처겸·안처근 형제의 대화를 엿듣고 폭로한 것이 밝혀졌다. 1586년(선조 19) 사화 때 살아남아 그때까지 숨어살던 안당의 손자인 안로(安璐)의 처 윤씨(尹氏)가 신원 상소를 올렸다. 죽은 안당과 세 아들, 손자들이 모두 복권되었고 안당에게는 '정민'(貞愍)이란 시호가 내려졌다. 동시에 자신과 아버지를 관직으로 추천한 안당 일가를 죽음으로 몰고 간 송사련에 대한 비난 여론이 조성되었다. 송씨 집안도 맞상소하여 싸웠으나 결국 패하여 관작이 삭탈되었다. 이이와 성혼은 아버지의 잘못을 그에게까지 적용하는 것은 무리한 것이라고 변호하였으나 동인에서는 계속 이를 문제삼았다.
1584년(선조 17) 그의 절친한 친구이자 그의 후원자인 율곡 이이가 격무와 과로로 병이 심해져 향년 49세의 나이로 세상을 뜨게 된다. 안당의 후손들은 계속 그를 공격하였는데, 그를 변호해주던 율곡 이이의 죽음은 그에게 큰 타격을 주었다. 동인과 서인이 한창 대립각을 세우고 있었는데, 동서 양당의 분쟁을 조절하려 노력했으나 서인이었던 율곡 이이에 대한 동인의 공격은 그의 사후에도 수그러들지 않았다.
이때 우계 성혼과 조헌, 이이의 제자이자 자신의 제자이기도 한 묵재 이귀(李貴) 등과 함께 이에 맞서 율곡을 변호하는 상소를 올렸는데, 송익필은 적극 나서서 자신의 상소 외에 이귀의 상소문 초안까지 작성해 주었다. 이때 송익필은 동인으로부터 '서인의 모주'(謀主)로 지목되면서 동인들은 그를 필사적으로 제거하려 하였다. 이후 율곡에 대한 비난이 그에게로 방향이 바뀐다. 동인들은 송익필의 제거를 위해 송사련에게 원한이 사무친 안당의 증손자며느리 윤씨를 비롯한 안당의 후손들을 지지하고 도와준다.
성혼과 이이를 구수(仇讎)로 여기던 인사들은 노여움을 그에게로 돌려 계속 공격했다. 조헌은 글을 올리되 백의 차임으로 도끼를 들고 궐문에 엎드려 '송익필을 굳이 벌 주려거든 나도 죽여 달라'고 청하였다. 그가 이를 듣고필기하되'조여식(趙汝式, 조선의 자)과 만난지가 10년이 넘었는데 소인들이 글 가운데에 나를 못난 사람이라 함으로써 함께 이같이 억울함을 받노라'하며 한탄하였다. 1586년 그의 형제들이 모두 자취를 감추고 구수를 피하였다. 이때 조헌이 글을 올려 그의 억울함을 풀어 주도록 극언(極言)하고 또한 그의 현명(賢明)함을 들어 벼슬을 줄 것을 상소하였으나 선조는 들어주지 않았다.

#### 동인과의 갈등
한편 안당이 신원되면서 안당의 손자 안로 등은 송사련의 처벌을 청하는 상소를 올렸다. 동인 이발은 안당의 손자 안로, 안처겸의 손자이자 안률의 서자 안정란 등을 찾아갔다.동인 중 강경파였던 이발(李潑), 백유양(白惟讓) 등은 안당의 후손들의 소송과 공격을 적극 후원하였다. 일설에는 송익필의 조모가 안돈후의 서녀가 아니라 노비인 중금의 전남편 소생 딸이라는 설도 있었는데, 이발, 백유양 등은 안당의 후손들을 사주하여 이 부분을 물고 늘어져 "구봉의 진외증조모(할머니의 어머니) 중금은 속양(贖良)되지 않은 천인(賤人)이며, 할머니 감정은 안감정이 아니며, 안씨의 핏줄이 아닌 노비인 중금의 전남편 소생"이라면서 "감정은 안감정이 아니고 노비가 맞다"며 그 자손들은 당연히 안씨의 노비라고 주장했다.
일설에는 안당 집안의 문적 중 안당이 송사련과 그의 어머니 감정, 조모 중금을 속량시킨 문서로 4대에 걸쳐 내려온 송씨 집안의 양적(良籍, 양인임을 나타내는 문서)이 있었다는 설도 있는데, 이때 속량 문서까지 모두 없애 버리고, 송사련이 은혜를 저버리고 안처겸 형제의 거사를 폭로한 것을 물고늘어져, 2대 이상 양역(良役)하면 노비를 면할 수 있다는 법 규정을 적용받지 못하게 하여 1586년(선조 19)에 송씨 집안을 완전히 환천(還賤)시켜 버렸다.

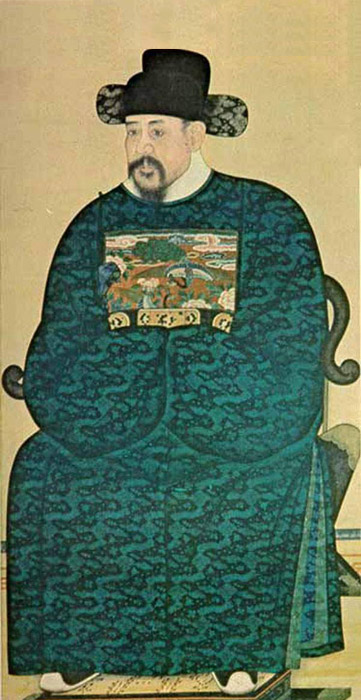
정적인 이산해, 동인의 중진이자 북인의 영수였다.

안당의 손자며느리 윤씨는 소송을 걸었고, 노비로 환천됨과 동시에 부친 송사련은 사후 관작이 추탈되고 안씨 집안 사람들에 의해 무덤이 파헤쳐지고 무덤과 시신이 크게 훼손당하는 변을 당한다. 2대 이상 양역을 하면 면천하게 하는 규정까지 적용이 되지 않고 속량문서까지 사라지면서 안씨네 노비가 되어 버린 송익필의 4형제와 일가 70여 명은, 피맺힌 복수심에 온갖 핍박을 가하려는 그들을 피해 살길을 찾아 각지로 피신, 흩어졌다. 이때 송익필은 동인인 이산해로부터 율곡 이이를 비난해 보라는 권유를 받자 이를 완강히 거절하고, 오히려 그가 시세에 결탁하며 음모를 꾸민다며 그를 풍자하는 시를 지어줌으로써 이산해의 분노를 사게 된다.
조헌이 이산해를 비열하다고 비난하는 상소를 올렸는데, 이때 그가 조헌의 이산해 비난 상소의 배후 조종 인물 혐의를 받아 왕명으로 동생 송한필과 함께 구속되었다. 1586년(선조 19년) 그는 장례원에서 판결사 정윤희 등에 의해 다시 천민의 신분으로 논정, 환천되었다. 1589년 정여립의 역모 고변으로 기축옥사가 벌어지면서 풀려나게 된다. 이 때문에 그는 기축옥사의 배후로도 지목하는 주장이 있어 그 사실여부를 두고 지금까지 논쟁이 되고 있다.

#### 동인의 공세
송익필은 이이, 성혼 등과 너나 하며 평교하던 사이로, 지혜가 뛰어나 '서인의 제갈공명'이란 말을 들었는데, 그 신분에 서얼이라는 결정적인 약점을 갖고 있었다. 그런데 송익필의 이러한 약점은 '곽사원의 제방 송사'에서 드디어 폭발하였다. 1579년의 곽사원의 제방 송사가가 정언지 등에 의해 1589년 터지게 된다. 이 10년 된 사건은 결국 주관 부처인 공조의 참판 정언지의 상소로 선조의 결심을 얻어 조사하게 되었다. 그 과정에서 이이 등이 의혹이 있는 송익필 일가의 뒤를 이이가 봐주었다는 것이다.
토목 공사를 둘러싼 부정 사건에 송익필의 조카 사위(송익필의 동생 송한필의 사위)가 관련되었고, 그 동안 이이가 이 사건을 극력으로 돌보아주었다는 의혹이 있다. 결국 선조가 교서를 내려 송익필을 축출하였다.
| “ | 서얼 송한필(익필의 동생)이 명사들과 결탁하여 삼굴을 만들고 그 사위 곽건과 함께 사원의 모주가 되어서 무리하게 송사를 좋아하여 간사한 계교와 비밀 수단을 계획, 사원에게 지도하지 않는 바가 없었다. 이로써 진신을 모함하고 송관들을 협박하니 음흉하고 교활한 것이 지극히 해괴하다. 늙은 흉물들이 심히 간특한 자가 차례로 죄를 받는 차제에 한필은 괴수로서 홀로 뱀이 빠져나가듯 법망에서 새어 형법이 완전히 없어졌으니 장차 나라가 될 수 없게 되었다. 이에 형장으로 심문하여 죄를 결정하도록 형조에 말하라 | ” |

는 전교를 내렸던 것이다.
결국 그가 음모를 꾸며서 이런 송사 사건을 은폐했다는 의혹이 제기되었다. 얼마 후 이발, 이길, 백유양 등 동인당 편에서 송익필에게 공격의 화살을 집중시켰다.

#### 정여립 사건과 기축옥사
1589년(선조 22년) 정여립의 옥사가 발생한다. 선조는 좌의정 이산해, 우의정 정언신 등에게 위관(委官)이 되어 죄인들을 심문하게 했다. 그러나 정철이 차자를 올려 정언신이 정여립의 일가이니 재판관으로는 적당하지 않으므로 교체해야 한다고 주장했다. 결국 선조는 정언신 대신 정철을 우의정으로 제수하고 위관으로 삼았다. 기축옥사 결과 2천 명의 동인 당원이 희생되었다.
이때 그의 은신처는 진안군의 운장산이었고, 정여립의 은신처는 인근인 진안군의 죽도였다. 또한 정여립의 난을 고변한 인물은 황해도관찰사로 있는 한준이었다. 시중에서는 옥사의 배후로 송익필을 의심하였다.
1591년 여름 세자건저 문제로 조헌과 정철이 귀양을 가자 시(詩)로써 위로를 표하였다.
그러나 이산해 등은 기회를 노려 건저 문제로 서인들을 실각시킨다. 동인은 그가 기축옥사를 날조했다고 의심했고, 송익필은 김장생, 김은휘, 조헌, 성혼, 정철, 윤근수, 윤두수 등이 그를 도와 충청도와 전라도 광주 등지로 피신시켰다.

### 생애 후반

#### 노비 환천과 유배, 석방

제자 김장생

한편 이산해는 그대가 화를 당하는 것은 이이, 성혼 등과 같은 서인들과 가깝기 때문인즉 이이를 비난하면 멸문의 화를 면케해 주겠다며 회유하자, 그는 비록 죽음을 당할지라도 내 어찌 그같은 일을 하겠느냐며 거절하고 이산해를 조롱하는 시를 보내 이산해를 분개하게 했다.
안당의 일가는 추노 쇄환사를 각지로 보내 송익필의 가족을 추적했다. 그는 안씨 집안의 노비로 환천을 피하여 은신하였다. 그러나 기축옥사로 2천여 명 이상의 동인과 그 일가족이 숙청되자 동인들은 옥사의 배후로 그를 지목하고 추적하였다. 그는 성혼, 김계휘 등이 피난처를 주선해주어 옮겨다녔다. 김계휘의 동생이자 제자 김장생의 숙부인 김은휘는 자신의 집에 송익필과 송한필 가족을 숨겨주기도 했다.
그러나 곧 조정에 자수하여 1591년(선조 24) 1월 탄핵을 받고 평안도 희천(熙川)으로 유배되었다가 명천으로 이배되었다. '형은 동녘 산으로 / 아우는 서쪽바다로 / 갈림길에서 차마 울지도 못한다'는 시를 지은 것을 시작으로 유배지에서 그는 450여 수의 시를 남겼다. 1592년(선조 25년) 4월 임진왜란이 터지고 1593년 9월에 석방되었다. 유배에서 풀려나왔지만 그에 대한 공격이 계속되었으므로 그는 은신처를 피해 숨어다녀야 했다.
이후 그는 임진왜란 기간 중 평안도 희천의 명문산에 은거하며 난리를 피했다.( 전라도 진안군의 운장산에 은거했다는 것은 사실이 아니다. 구봉집에는 명문산 외에는 다른곳에 은거한 내용이 없다. 구봉과 운장이라는 한글표기가 같아 후대에 생긴 이야기로 보아야 한다.)

### 최후
만년에는 정해진 주거지를 얻지 못하고 전국 여기저기를 떠돌다 1596년(선조 29) 김진려의 도움으로 충청도 당진군의 마양촌(현재 송산면 매곡리에 있는 숨은골(숨어골))에 오게 된다. 이 때의 나이가 63세이다. 그의 소식을 들은 문인들과 젊은 학도들이 속속들이 찾아왔고, 이미 노비로 환천된 데다가 석방되었지만 세상의 비난과 공격을 피해 도망다니는 처지인데도 불구하고, 그의 가르침을 받으려는 발길은 끊이지 않았다. 그는 당진 마양촌에서 은거하며 주자의 《가례》(家禮)를 보충 설명하고 주석을 달은 《가례주설》(家禮註說)을 짓고, 이이, 성혼, 정철, 윤두수 등과 주고받은 서신들을 묶어 현승편(玄繩編)을 엮었다.
평생 험한 일을 겪으며 세상을 살았음에도 그는 누구를 탓하지 않았다. 저서로는 구봉집, 현승집(玄繩集), 이이, 성혼, 정철, 윤두수 등과의 서신과 학문에 대한 견해를 주고받은 모음집 현승편(玄繩編) 등이 있다.
1599년(선조 32) 8월 8일 충청남도 당진 면천(沔川)의 우거지에서 사망하였다. 시신은 문인들이 수습하여 당진 북면(北面) 원당동(元堂洞, 현 당진군 당진읍 원당리) 숨은골 뒤편 부차원(負坎原) 야산에 안장되었다.

### 사후
후에 그가 살던 당진군 북면 원당리(현, 당진군 당진읍 당진읍 원당리 144번지)에는 그의 사당 입한재가 세워졌다. 그의 제자와 후학들은 스승의 삶을 안타까워하며 누대에 걸쳐 그를 위한 신원운동을 벌인다. 사후 여러번의 신원 상소가 올려졌으나 모두 묵살당했고, 인조반정 후 1625년(인조 3) 김장생 등의 제자들이 신원소를 상소하여 스승의 양민 환원을 요청했으나 이뤄지지 않았다. 이후 김장생이 송익필의 복권 상소를 계속 올려 복권시켰다. 인조 반정 당시 반정 공신 중 이귀는 그의 직제자였고, 김류는 아버지 김여물이 송익필의 문하생이었고, 김류 역시 잠시 그의 문하에서 글을 배우기도 했다.
후일 숙종 때에 우암 송시열이 동춘당 송준길과 의논한 후 그의 묘비문을 짓고 비석을 세웠다. 그러나 그의 첫 비석은 유실되어 1720년(숙종 46년) 김진옥이 다시 비문을 짓고 새로 비석을 세웠다. 1752년(영조 28) 충청도관찰사 홍계희가 그의 증직을 청하는 상소를 올려 통덕랑 사헌부지평(司憲府持平)에 증직되었다. 한편 그의 학문을 논한 비평 중에 허균이 그의 비평을 남기기도 했다. 허균이 쓴 그의 학문평은 송시열에 의해 삭제되었다.
1762년(영조 38)에는 제자인 김장생의 6대손에 의해 그의 저서 《구봉집》이 발간되었고, 족보에서 누락되어 빠져있던 그의 이름도 사후 3백여 년이 지난 1905년에 족보에 등재되었다. 1910년(융희 4년) 7월 20일 규장각제학(奎章閣提學)에 추증되고, 바로 순종의 명으로 문경(文敬)의 시호가 내려졌다.
1993년 신의식이 그의 비문을 새로 짓고 새로 비석을 세웠다. 2007년 8월, 경기도에서 '북부 8월의 문화인물'로 선정되었다.

## 저서
- 구봉집
- 현승집(玄繩集)
- 예문답
- 가례주설(家禮註說)
- 현승편(玄繩編)
- 태극문

## 가족 관계
- 조부: 송인(宋璘)
- 조모: 순흥 안씨 안감정
  - 아버지: 송사련(宋祀連, 1496 ~ 1575)
  - 어머니: 연일 정씨(延日鄭氏)
    - 형: 송인필(宋仁弼)
    - 형: 송부필(宋富弼)
    - 동생: 송한필(宋翰弼, 호는 운곡거사(雲谷居士)
    - 여동생: 여산 송씨
    - 부인: 창녕 성씨(1543년 - 1598년)
      - 아들: 송취방(宋就方)

    - 측실: 이름 미상
      - 서자: 송취대(宋就大)
      - 서자: 송취실(宋就實)
      - 서녀: 여산 송씨

## 학문적 치적
그는 무너진 사회 질서를 회복시키는 방안으로 예의와 예절을 강조하였다. 제자들 중 사계 김장생은 단연 돋보이는 인물로, 그는 송익필에게서 예의와 예절에 대한 예론을 전수받아 이를 아들 김집과 함께 조선 예학의 대가가 되었다. 그리고 이들 부자의 문하에서 우암 송시열, 동춘당 송준길, 미촌 윤선거, 명재 윤증 등이 배출되어 예학을 더욱 크게 계승 발전시킨다.
그러나 그의 미천한 신분과 함께 조소의 대상이 되고, 인정받지 못했다.

## 평가와 비판

### 긍정적 평가
송익필은 스승이 없이 독학으로 공부하였으나 성리학을 깊이 연구하여 그 이치에 밝았다.
자신의 학문과 재능에 대한 자부심이 강하여 스스로 고고하게 처신하였고, 아무리 고관·귀족이라도 한번 친구로 사귀면 ‘자(字)’로 부르고 관으로 부르지 않았다. 이러한 태도가 그의 미천한 신분과 맞물려 조소의 대상이 되기도 하였다. 율곡 이이는 그를 평하기를 "성리학을 논할 만한 자는 오직 송익필 형제 뿐"이라고 할 정도였다.
그러나 인조반정의 1등 공신 9명을 직·간접 제자로 둔 서인 세력의 정신적 구심점 이었으며, 정여립 사건을 비롯한 역사의 고비마다 논리와 심리를 파고드는 예리한 상소를 통해 동인의 몰락 을 불러오게 했다는 평가도 있다.
조헌은 말하기를, “늙도록 글 읽기를 쉬지 않아, 학문이 깊고 경(經)에 밝았으며, 행실이 방정하고 말이 정직하여 아버지의 허물을 덮기에 충분하였다. 그러므로 성혼·이이 두 선생이 다 스승 같은 벗으로 대하였다. 또한 가르치는 방법에 있어서도 상대방을 잘 일깨워주었으니, 스스로 분발하여 뜻을 세우도록 유도하였다.”라 하였고, 토정 이지함은 말하기를, “천지를 가슴속에 간직하였으니, 공자·맹자의 도(道)도 진실로 멀지 않았다.”라 하였고, 상촌 신흠은 말하기를, “천품(天稟)이 매우 높고 문장(文章) 신묘하였다.”라 하였고, 택당 이식은 말하기를, “타고난 자질이 투철하고 지혜로워서, 이치를 분석함이 정밀하였다.”라고 평하였다.
실록에는 '송익필은 비록 송사련의 아들이나, 노년에도 독서에 힘써 학문이 깊고 경서에 밝았으며 언행이 바르고 곧아 아비의 허물을 덮기에 충분하였다. 이리하여 이이, 성혼도 모두 존경하는 친구로 여겨... (이하 생략)... 이이가 서얼의 임용을 허가하자고 주장한 의도는 다만 훌륭한 인물을 구하여 임금을 보필하자는 것일 뿐, 일개 송익필에게 사심을 둔 것은 아니었는데도 사람들은 대부분 이이의 과실로 돌린다.'는 평도 있다.

### 부정적 평가
아버지 송사련의 어머니와 외할머니가 안당 집안의 노비로서 안돈후의 첩이었기 때문에, 안처겸 형제의 대화를 엿듣고 고변한 송사련은 주종관계와 친척관계를 파탄시킨 인간이라는 지탄을 계속 받게 되었다. 이는 신분제도와 위계질서, 계급제, 가족제가 중요시되던 조선사회에서는 용납되기 힘든 일이었다. 이 일로 인해 송익필은 생전과 사후에도 아버지가 행한 밀고의 멍에를 평생 지고, 사후에도 노비 출신이 참람하게 예를 논한다며 인신공격을 당하였다.
그러나 당쟁의 기획자, 선조 이후 펼쳐진 서인·노론 집권 플랜을 설계한 책략가라는 평이 있다.
아버지의 무고사건 때문에 노비로 전락해 평생 관직에 나가지 못한 불운한 인물이라는 시각도 있다.

## 사상과 신념

### 교육관
그는 유생들과 문인들에게 처음부터 정답을 가르쳐주지 않고 스스로 생각하고 깨달을 것을 강조하였다.
송익필은 그에게 배우고자 찾아온 유생들에게 자상하게 설명해 주는 법이 없었다. 스스로 정신을 집중하여 다시 읽고 생각해 볼 수밖에 없게 만드는 것이다. 지식을 습득하는데 있어 사색을 중요시 하되 연구자 스스로 노력하는 것을 강조한 때문이었다. 송익필은 선생에게만 의지하는 주입식 교육이 자칫 학생들의 창의성을 저해할 수 있는 폐단을 생각했던 것이다.
사물을 연구할 때도 무엇이 옳고 잘못되었나, 왜 옳고 옳지 않은가를 스스로 생각하게 했다. 공자와 맹자, 사서육경, 주자, 태극설 등을 강의함에 있어서도 무조건 수용하여 옳다고 하기 전에 왜 옳은가를 유생, 문인들 스스로 생각하게 했다.

### 직 철학
인간본성인 선(善)을 회복하는 실천 방법으로 예절 외에 거짓됨이 없는 바른 행동, 직(直)에 대한 공부를 강조하였다. 그는 평생 직(直)을 생활철학으로 삼아 직심(直心), 직언(直言), 직행(直行)의 3직 실천에 힘썼다. 그리고 제자들에게도 학문도 중요하나 정직함 역시 중요하다고 역설하였다. 높은 학문의 경지와 뛰어난 재주 못지않게 직(直)의 실천으로 행실도 바르고 곧았기에, 자신의 출세를 위해 주종관계와 친척관계의 파탄을 저지른 부친과 신분적 한계를 가지고도 당대 사림(士林)의 존경을 받을 수 있었다.

## 논란과 의혹

### 기축옥사 배후 의혹
그는 정철과 함께 기축옥사에 개입했는데, 정철의 배후에서 실질적으로 기축옥사를 조작한 이로 지목되기도 한다. 서자의 후손인 송익필은 문장력이 뛰어나 서인의 참모 격으로 활약했는데, 자신과 그의 가족 70여 인을 환천(還賤)시키고자 한 동인의 이발, 백유양 등에게 복수하기 위해 이 사건을 조작했다는 것이다.

### 김은휘의 배려
그러나 안당의 증손부의 상소 외에도 그의 아버지인 송사련이 역모를 날조하였으므로, 이때문에 친척들이 환천되는 등 세론의 증오를 받아 멸문의 궁지에 몰리자 10년 동안이나 먹여 살렸다. 김은휘는 그의 제자인 김장생의 숙부이자, 다른 제자인 김집, 김반의 종조부였다.

## 기타
전라북도 진안군의 운장산은 원래 운장산(雲藏山)이었으나 그가 임진왜란 전후에 은거했다 하여 그의 호를 따서 운장산(雲長山)이라 부르게 되었다는 말이 있으나 사실이 아니다. 본래 주줄산, 주화산 등으로 불리다, 운장산의 가운데 봉우리 이름인 운장대(雲藏臺)가 산이름이 되었고, 이를 일제시대 표기를 雲長으로 기록하면서 지금의 이름이 된것이다.
동인이던 홍가신은 개인적으로 송익필과 친분이 있어 늘 따르고 존경하였다. 홍가신의 동생 홍경신은 형이 미거한 신분과 친교를 맺는걸 못마땅하게 여기고 있었다. 하루는 홍경신이 "형님께서는 어째서 송익필과 친하게 지내십니까? 반드시 송가 녀석을 만나면 모욕을 주겠습니다" 라고 하자, 홍가신은 껄껄 웃으며 '과연 너가 그렇게 할 수 있겠느냐. 결코 못할 것이다.'라고 답하였다. 마침내 어느 날 송익필이 홍가신의 집을 방문할 때 잔뜩 벼르고있던 홍경신은 송익필을 마주하자 그의 안광이 벼락치는듯하고 선풍도골의 풍채가 위압적인지라 자기도 모르게 마당에 내려가 주저앉고 맞으며 말하기를, “내가 절한 것이 아니라 무릎이 스스로 굽혀진 것입니다.”라고 둘러대었다.
율곡(栗谷)의 소개로 가르침을 구하려 송익필을 찾은 이순신(李舜臣)은 병풍 속 앉은 학이 자신이 상상하던 거북선과 비슷하여 몇 개 구멍을 뚫었다. 돌아온 송익필이 몇 개 구멍을 뚫었느냐고 묻자 네 개라 했다. 이순신이 묻기를, "원래 완전 하려면 구멍이 몇 개입니까"냐고 묻자 송익필은 48구멍이 전부라고 답했다.
용병(用兵)과 진법(陣法)등에 관해서 또한 둘이 논하니 밤이 새는줄 몰랐다.
그후 송익필 선생의 제자로 입문하여 훗날의 국난에 대비하는 많은 수련을 쌓았는데
충무공에게 내린 시가 전해져 온다.
月黑雁飛高 單于夜遁逃
달 밝은 밤 기러기 높이 나니 선우는 밤에 도망치리라 (밤 깊을 때에 도주하는 왜적을 섬멸할 것을 암시)
毒龍潛處水偏淸 伐木丁丁山更幽
독룡 숨은 곳의 물은 편벽되게 맑고 산에서 나무하는 소리는 정정 울리니 산이 다시 그윽하도다 (수로에 수중철색을 설치하여 적을 붙잡아두고 가로막아 쳐부술것이며 현대의 횡렬진에 해당하는 일자진(一字陣)을 해안과 산에서 협공할 것이다)

## 같이 보기
| - 기축옥사 - 기묘사화 - 신사무옥 - 정여립의 난 - 임진왜란 - 예학 - 성리학 - 주자가례 - 송사련 - 이이 - 성혼 - 김장생 - 정여립 - 정철 - 조헌 - 최영경 - 홍가신 | - 입한재 - 인조반정 - 송시열 - 김집 - 안방준 - 김자점 - 송준길 - 윤선거 - 정홍명 - 홍계희 - 삼현수간 |

## 참고 자료
- 이종호,《구봉 송익필》(일지사, 1999)
- 이상미,《학이 되어 다시 오리 - 구봉 송익필의 시세계》(박이정, 2006)
- 황준연,《이율곡, 그 삶의 모습》(서울대 출판부, 2000)
- 홍웅표,《구봉 송익필 연구:충남대 교육대학원 사회교육사학과 93년도 석사논문》(충남대학교 교육대학원, 1993)